# Triumph TR7
Triumph TR7 je sportovní automobil, který v letech 1975 až 1981 vyráběla britská automobilka Triumph. Vůz se vyráběl jako kupé nebo jako roadster. Jeho předchůdcem byl Triumph TR6.
Vůz měl vpředu uložený řadový čtyřválec o objemu 1998 cm³, který poháněl zadní kola. Design vytvořil Harris Mann.

## Závodní verze

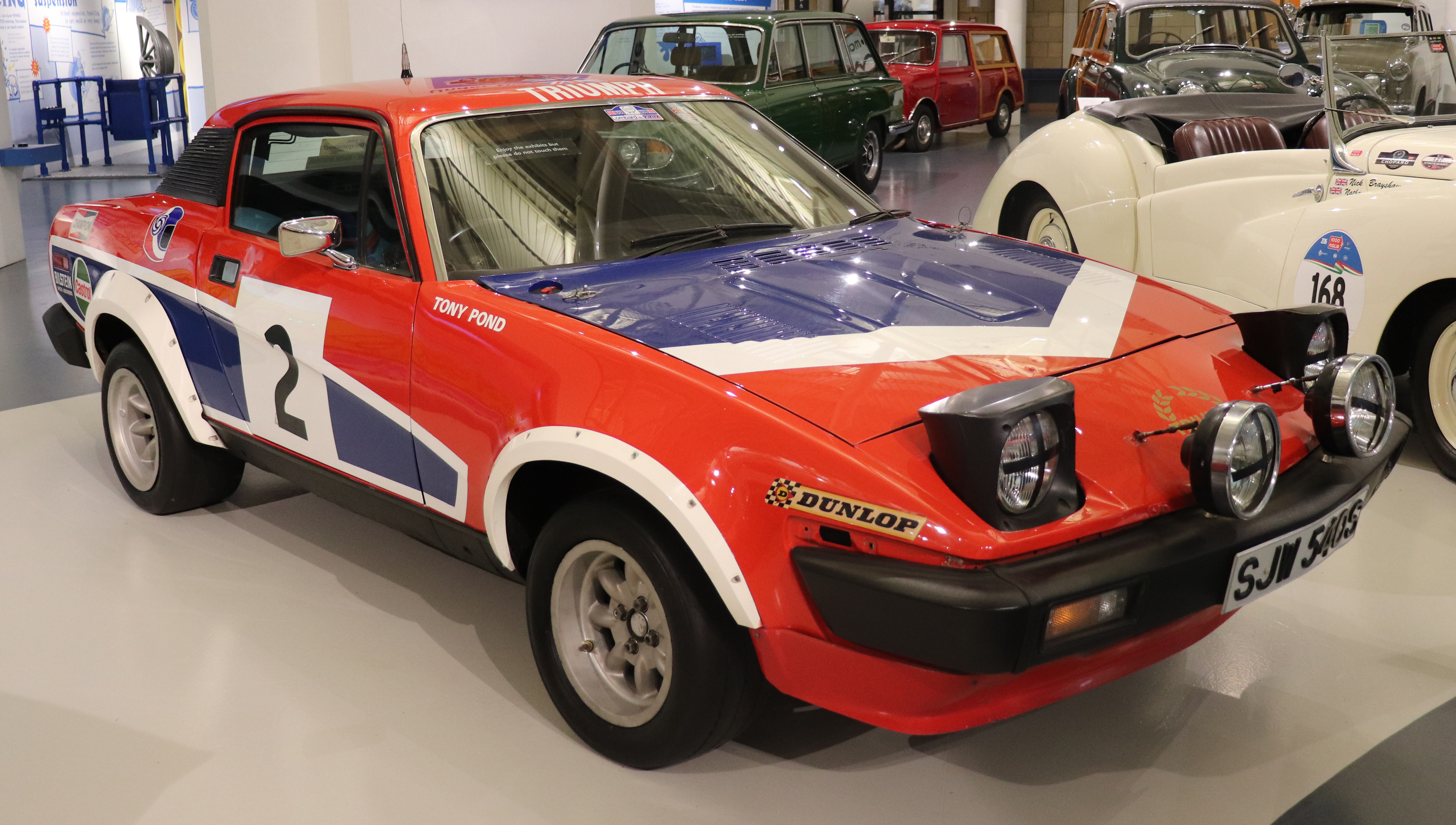
Závodní Triumph TR7

Byl postaven i speciál pro rallye, který nahradil vůz Triumph Dolomite Sprint. Homologace proběhla 1. dubna 1978. Z tohoto vozu pocházel i šestnáctiventilový motor, který byl později zaměněn za vidlicový osmiválec Rover. Vůz byl úspěšný zejména na asfaltových tratích, kde s ním vítězil Tony Pond. Tým začal typ TR7 nasazovat od poloviny roku 1976. Největším úspěchem vozu v mistrovství světa v rallye byla Finská rallye 1980, kde Per Eklund dojel třetí.
Vidlicový osmiválec Rover OHV o objemu 3492³ byl uložen vpředu podélně a byl vybaven čtyřmi dvojitými karburátory Weber DCOE. Dosahoval výkonu 195 koní a kroutícího momentu 340 Nm. Diferenciál měl omezenou svornost. Vpředu bylo zavěšení McPherson, vzadu tuhá náprava s oblámi rameny a Panhardovou tyčí.